# 사회주의 대안 (미국)

사회주의 대안(영어: Socialist Alternative)은 미국의 트로츠키주의 정당이다. 이 정당은 스스로를 민주적 사회주의 정당이라고 주장한다. 한때 미국 지방 정계에서 부분적인 영향력을 행사했으나, 트로츠키주의 정당들이 차례로 몰락하거나 와해됨에 따라 당세가 크게 위축되었다. 이 조직은 자신들의 정치적 입장을 홍보하기 위해 2013년부터 "사회주의 대안"이라는 잡지를 발행하고 있다.

## 같이 보기
- 토니 클리프
- 사회주의 노동자당 (영국)
- 반자본주의신당

1. ↑  “Publications”. Socialist Alternative. 2017년 1월 3일에 확인함.